# 1794
1794 (MDCCXCIV) je bilo navadno leto, ki se je po gregorijanskem koledarju začelo na sredo, po 11 dni počasnejšem julijanskem koledarju pa na soboto.

## Rojstva
- 8. februar -  Friedlieb Ferdinand Runge, nemški kemik († 1867)
- 5. marec - Jacques Babinet, francoski fizik († 1872)
- 17. maj - Anna Brownell Jameson, angleška pisateljica († 1860)
- 24. maj - William Whewell, angleški filozof († 1866)
- 17. november - George Grote, angleški zgodovinar in helenist († 1871)

## Smrti
- 16. januar - Edward Gibbon, angleški zgodovinar (* 1737)
- 24. marec - Jacques René Hébert, francoski revolucionar (* 1757)
- 28. marec - markiz de Condorcet, francoski matematik, filozof, politik (* 1743)
- 5. april - Georges-Jacques Danton, francoski revolucionar (* 1759)
- 8. maj - Antoine-Laurent de Lavoisier, francoski kemik (* 1743)
- 28. julij:
  - Maximilien Robespierre, francoski revolucionar (* 1758)
  - Louis Antoine de Saint-Just, francoski revolucionar (* 1767)
- 9. november - Grigorij Skovoroda, ukrajinski pesnik in filozof (* 1722)
- 28. november - Cesare Beccaria, italijanski kriminolog, pravnik in politik (* 1738)